# Anna Michailowna Knoros
Anna Michailowna Knoros (russisch Анна Михайловна Кнороз; engl. Transkription Anna Mikhailovna Knoroz, geb. Чуприна – Tschuprina – Chuprina; * 30. Juli 1970) ist eine ehemalige russische Hürdenläuferin, die sich auf die 400-Meter-Strecke spezialisiert hatte und wegen ihrer Sprintstärke auch in der 4-mal-400-Meter-Staffel eingesetzt wurde.
Bei den Junioreneuropameisterschaften 1989 in Varaždin gewann sie für die Sowjetunion startend Silber. 1991 holte sie bei der Universiade in Sheffield Bronze und kam bei den Weltmeisterschaften in Tokio ins Halbfinale. Außerdem startete sie bei den Weltmeisterschaften im Vorlauf der 4-mal-400-Meter-Staffel und trug so zum Gewinn der Goldmedaille für das sowjetische Team bei.
Als Repräsentation Russlands schied sie 1993 bei den Weltmeisterschaften in Stuttgart im Halbfinale aus. 1994 errang sie Bronze bei den Europameisterschaften in Helsinki. Bei den Olympischen Spielen 1996 in Atlanta kam sie nicht über die erste Runde hinaus, und bei den Weltmeisterschaften 1997 in Athen gelangte sie erneut ins Halbfinale. 1998 wurde sie bei den Europameisterschaften in Budapest Siebte.
1991 wurde sie sowjetische Meisterin, 1992, 1993, 1994 sowie 1998 russische Meisterin. Ihre persönliche Bestzeit über 400 m Hürden von 54,11 s stellte sie am 18. Juli 1994 in Nizza auf.